# Luigi Pericle Giovannetti
Luigi Pericle Giovannetti, Künstlername Luigi Pericle, und andere Namensschreibweisen, (geboren 22. Juni 1916 in Basel; gestorben 10. August 2001 in Ascona) war ein Schweizer Maler und Illustrator Italienischer Herkunft.

## Leben
1916 in Basel geboren mit italienischem Vater, Pietro Giovannetti aus Monterubbiano, und französischer Mutter Eugénie Rosé, besuchte Luigi Pericle Giovannetti mit siebzehn Jahren eine Kunstschule, die er aber bald darauf verließ und Autodidakt wurde. Er beschäftigte sich im Selbststudium mit ostasiatischer, altägyptischer und griechischer Philosophie.
Während seiner Tätigkeit in Basel schuf er auch die offiziellen Basler Fasnachtsplaketten von 1937–1939. Ab 1942 war er mit Beiträgen in der Satirezeitschrift Nebelspalter vertreten. Er wirkte sodann als Cartoonist, Illustrator, Zeichner, Maler und Plakatmaler.
1947 heiratete er die Malerin Orsolina Klainguti aus Graubünden. In den 50er Jahren zog er mit seiner Frau nach Ascona, wo sie den Rest ihres Lebens verbrachten.
Das Haus, in dem er bis zum Ende seines Lebens wohnte, heißt "Casa San Tomaso". Nach dem Tod des Künstlers stand das Haus für sechzehn Jahre leer, da es keine Erben gab. Im Dezember 2016 wurde das Haus von den Nachbarn gekauft und es wurden Gemälde und Skizzen sowie unveröffentlichte Werke entdeckt.

## Max und die Produktion von Comics
1951 wurde sein erstes Buch Das Betrunkene Eichhorn vom Vineta Verlag herausgegeben, unter dem Namen Pericle Giovannetti. 1952 kreierte er als Weihnachtsgeschenk ein Bilderbuch für Kinder für die Union syndicale suisse.
Im Jahr 1952 schuf er die Comicfigur Max, die auch durch die Publikation in der englischen satirischen Zeitschrift Punch internationale Verbreitung erfuhr.
Max wurde im Punch offensichtlich als Hamster bezeichnet und auch im Nebelspalter hatte sich diese Figur 1951 selber als «Hamschter» bezeichnet. 1953 wurde Max der Hauptdarsteller vom nur aus Bilder bestehenden Comic für Menschen allen Alters Max la Marmotte und damit zum Murmeltier. Das Buch Max wurde 25 Mal neu gedruckt zwischen 1954 und 2004. Der Nachdruck von den Werken von Giovannetti wurde bis zum Jahr 2015 weitergeführt, bis Creative Media Partners Max Presents Portraits, Sketches, Vignettes, and Pictorial Memoranda of Men, Women, and Other Animals herausbrachte.
1958 schrieb er zusammen mit Clive King Hamid of Aleppo, wofür er auch die Illustrationen produzierte. Seine Abbildungen wurden vom Verlag Macmillan aus New York herausgegeben und später von Zeitungen und Zeitschriften wie The Washington Post, The Herald Tribune und Punch. Er unterschreibt seine Werke unter dem Namen Giovannetti oder Pericle Giovannetti. Die Abenteuerbücher von Max und andere Charaktere wurden mehrmals in Deutschland, Frankreich und Großbritannien nachgedruckt.

## Luigi Pericle
1959 begann er unter dem Namen Luigi Pericle eine Zusammenarbeit mit Peter G. Staechelin, einem Kunstsammler aus Basel, der mehrere Werke des Künstlers für die eigene Sammlung kaufte. 1962 traf er Martin Summers, Galerist der Galerie Arthur Tooth & Sons in London, in der der Maler 1962 und 1965 zwei eigene und 1964 zwei Gruppenausstellungen organisierte.
1963 wurden auch in Ascona in der Castelnuovo Kunstgalerie Werke ausgestellt. Hans Hess, Verwalter von der York Art Gallery, organisierte 1965 eine eigene Wanderausstellung mit Luigi Pericle, mit einer Auswahl aus 50 Werken in mehreren englischen Museen, inklusive York, Newcastle, Hull, Bristol, Cardiff und Leicester.
Im Januar 1965 besuchte der Kunstkritiker und Mitgründer des Institute of Contemporary Arts in London das Atelier von Pericle in Ascona. Er schrieb das Vorwort zum Katalog der Ausstellung Pericles, von Hans Hess organisiert, später in dem Buch Luigi Pericle: dipinti e disegni erschienen. In den Jahren 1960 bis 1980 kreierte der Künstler eine Serie von Werken auf Leinwand und Holz mit Skizzen und Tinte. Während dieser Zeit wurde der Katalog von Luigi Pericle: dipinti e disegni gedruckt. Das Projekt der Einzeldarstellung des Künstlers wurde in Zusammenarbeit mit Staechelin angefangen und nach dessen Tod durch den Sohn Ruedi Staechelin fertiggestellt.
1996 vollendete er das Buch Bis ans Ende der Zeiten. Ein einziges Kapitel davon wurde 1995 veröffentlicht unter dem Namen Amduat. 1997 starb Orsolina, Pericle lebte noch bis 2001 und hinterließ keine Erben.
Die Gemälde Pericles sind Teil von der Collezione Municipale d’Ascona, von der Sammlung Bristol City Museum and Art Gallery in Bristol und der York Art Gallery in New York.
Postum wurden in seinem Haus in Ascona nach 2016 eine sehr grosse Anzahl an Kunstobjekten und Dokumenten gefunden, die seither im Luigi-Pericle-Archiv erschlossen werden. Seit Ende 2018 brachten neue Nachforschungen, zur Neuentdeckung vom Künstler und zur Ausstellung in der Fondazione Querini Stampalia (11. Mai–24. November 2019) zusammen mit der Veröffentlichung des Katalogs “Luigi Pericle. Beyond the visible”.

## Werke
- Aus meiner Menagerie. Nebelspalter-Verlag, 1951. (de)
- Das betrunkene Eichhorn. Vineta-Verlag, 1951. (de)
  - L'unione fa la forza: strenna natalizia per i piccini. Unione Svizzera dei sindacati liberi, 1952. (it)
- Max. Sanssouci, Zürich 1954 und 1961. (de)
  - Max. MacMillan Company, New York 1954. (en)
  - Max. Baldini e Castoldi, 1959. (it)
  - Max. L'École des loisirs, 1978, ISBN 2-211-04863-3. (fr)
  - Max. Atheneum, 1977, ISBN 0-689-50082-3. (en)
- Max Presents: Portraits, Sketches, Vignettes and Pictorial Memoranda of Men, Women and Other Animals; Conceived by Max, Supervised by Max, Selected by Max, Arranged and Edited by Max, Commentary by Max. Macmillan Company, New York 1956. (en)
  - Max Presents Portraits, Sketches, Vignettes, and Pictorial Memoranda of Men, Women, and Other Animals-. HardPress Publishing, 2013, ISBN 978-1-313-55746-7. (en)
  - Max Presents Portraits, Sketches, Vignettes, and Pictorial Memoranda of Men, Women, and Other Animals-. Creative Media Partners, 2015, ISBN 978-1-296-56231-1. (en)
- Beware of the Dog. Macmillan, 1958. (en)
- Clive King e Giovannetti: Hamid of Aleppo. MacMillan Company, 1958. (en)
- Nothing But Max. MacMillan Company, 1959. (en)
- Birds without words. MacMillan Company, 1961. (en)
- The Penguin Max. Penguin, 1962. (en)
- Jawassinüdsäged! Nebelspalter-Verlag, 1971. (de)
- Max - das Murmeltier über das die Welt schmunzelt. Heyne, 1973. (de)
- 111 neue Kaminfeuergeschichten. Nebelspalter-Verlag, 1975. (de)
- Pablo. Nebelspalter-Verlag, 1976. (de)
- Ja - wer chunt dänn daa? Nebelspalter-Verlag, 1976. (de)
- Max - Neue Abenteuer. Heyne, 1982. (de)
- Max, Blitz und Dolly. Heyne, 1983. (de)
- Max. Heyne Mini Nr. 80, 1988. (de)
- Max : alle Abenteuer des Murmeltiers, über das die Welt schmunzelt. Heyne, 1993. (de)